# Ядахи
Ядахи (пол. Jadachy) — село в Польщі, у гміні Нова Демба Тарнобжезького повіту Підкарпатського воєводства.
Населення — 1560 осіб (2011).
У 1975-1998 роках село належало до Тарнобжезького воєводства.

## Демографія
Демографічна структура станом на 31 березня 2011 року:
|          | Загалом | Допрацездатний вік | Працездатний вік | Постпрацездатний вік |
| -------- | ------- | ------------------ | ---------------- | -------------------- |
| Чоловіки | 766     | 156                | 551              | 59                   |
| Жінки    | 794     | 157                | 486              | 151                  |
| Разом    | 1560    | 313                | 1037             | 210                  |